# مرارة سويدية

ملصق الزجاجة

المرّارة السويدية، يُطلق عليها أيضًا الصبغة السويدية، هي منشط عشبي مرير وتقليدي، يعود استخدامها إلى القرن الخامس عشر.

## أصول
يقال إن المرارة السويدية قد صيغت بطريقة مشابهة للمرارة القديمة من قبل باراسيلسوس وأعيد اكتشافها من قبل الأطباء السويديين في القرن الثامن عشر، من قِبل الدكتور كلاوس سامست والدكتور أوربان هيرني، على الرغم من أن هذا يبدو خاطئ لأن ابنه كريستيان هنريك هيارن، هو الذي اخترع المرارة.
في العصر الحديث، اشتهرت ماريا تريبن، أخصائية الأعشاب النمساوية. يُزعم أن المنشط يعالج عددًا كبيرًا من الأمراض، ويساعد على الهضم. قدمت هذه الادعاءات مع القليل من الأدلة العلمية لدعمها، على الرغم من أن الأدلة التجريبية توفر قاعدة بيانات كبيرة جدًا من النتائج الإيجابية.

## عناصر
يُزعم أن المشروبات الكحولية السويدية لها نكهة مماثلة لمرطبات أنجوستورا، على الرغم من أنها ربما تكون أكثر جفافاً. في الوقت الحاضر، يعد تحضير المرَّات السويدية من خليط الأعشاب الجافة أكثر شيوعًا

## مكونات
تُضاف الأعشاب التالية إلى الكحول لصنع المرَّات السويدية:
- الصبار كمكون نشط
- مستخلص مائي من الأعشاب التالية:
  - عشبة الملاك المخزنية
  - كافور (نبات)
  - أداد عديم الساق
  - مران رمادي
  - مر (نبات)
  - راوند كفي
  - زعفران
  - سنا إسكندراني
  - ترياق (خليط من العديد من الأعشاب والمواد الأخرى)

هناك اختلافات في هذه الوصفة وتوفر متاجر الأعشاب نسخًا كحولية وغير كحولية من المشروب.
يحتوي كتاب ماريا تريبن على تسع صفحات عن هذا المر، مع وصف للعديد من الأمراض وعلاجها.